# Julia Koch
Julia Margaret Koch (nata Flesher) (Indianola, 12 aprile 1962) è una socialite, filantropa e miliardaria statunitense, presidente della  David H. Koch Foundation. Secondo Forbes, nel 2023 è la seconda donna più ricca del mondo con un patrimonio di 59 miliardi di dollari. Ha ereditato  la fortuna da suo marito, David Koch, scomparso nel 2019.

## Biografia
Julia Margaret Flesher è nata il 12 aprile 1962. La sua famiglia proveniva da un ambiente agricolo, ma quando è nata, i suoi genitori, Margaret e Frederic Flesher, possedevano un negozio di mobili chiamato Flesher's. Trascorse la sua prima infanzia a Indianola, Iowa, poi quando aveva otto anni la sua famiglia si trasferì in Arkansas, dove i suoi genitori aprirono un negozio di abbigliamento chiamato Peggy Frederic's, che lei considerava "un bellissimo, bellissimo negozio".  Nel 1998, sua madre viveva ancora a Conway ma suo padre era tornato a Indianola.
Dopo essersi laureata alla University of Central Arkansas e aver lavorato come modella, nel 1984 Flesher si trasferì a New York City, dove lavorò come assistente dello stilista Adolfo e realizzò prove per Nancy Reagan.
Incontrò David Koch in un appuntamento al buio nel gennaio 1991, ma l'appuntamento non le fece una buona impressione. In seguito descrisse così la sua reazione: "Sono felice di aver incontrato quell'uomo perché ora so che non voglio mai uscire con lui". Tuttavia, i due si incontrarono di nuovo quell'anno  a una festa e iniziarono a frequentarsi. Lei smise di lavorare nel 1993, e i due si sposarono nel maggio 1996 a casa di David Koch in Meadow Lane a Southampton.
Nel dicembre 1997, fece quello che il New York Times definì il suo "debutto nella società newyorkese" al Met Gala.  Quell'anno fu co-presidente del gala, insieme ad Anna Wintour e Patrick McCarthy.  McCarthy disse che era "una di quelle persone che si presentano a New York ogni pochi anni... è bellissima, ama la moda, sa intrattenere, è sposata con un uomo straordinariamente ricco".

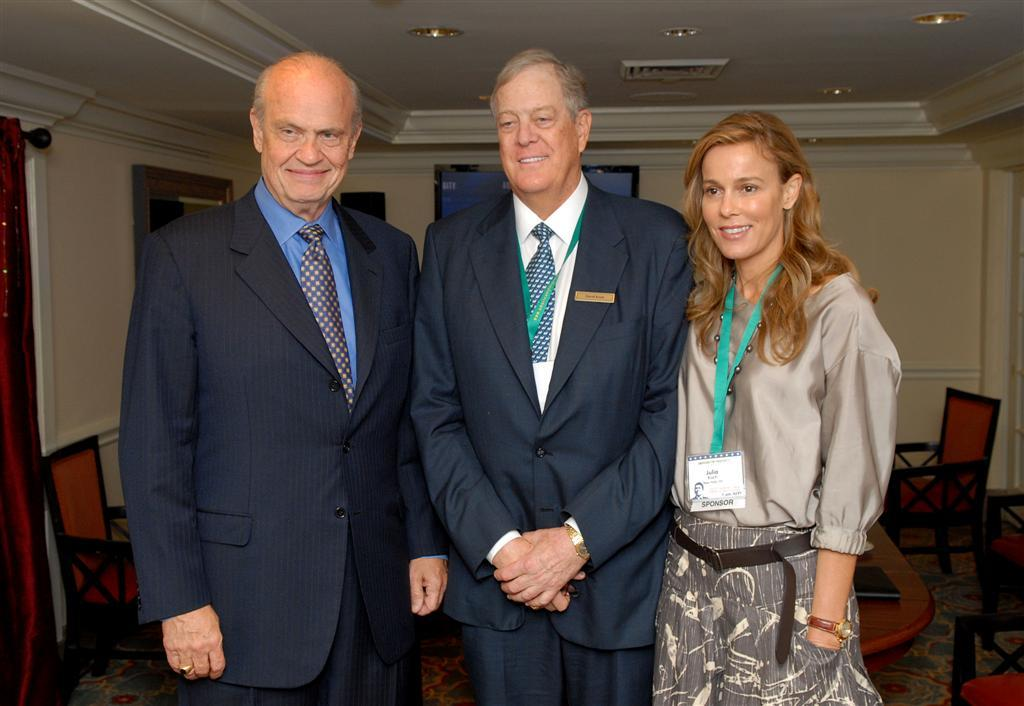
Fred Thompson (sinistra), David Koch (centro), e Julia Koch nel 2007

Julia e David Koch vissero per anni in un appartamento al 1040 della Fifth Avenue, ma nel 2004 si sono trasferiti in un duplex di 18 stanze al 740 di Park Avenue.  Secondo 740 Park: The Story of the World's Richest Apartment Building, David Koch acquistò l'appartamento per circa 17 milioni di dollari dal governo giapponese, che in precedenza lo utilizzava per ospitare il suo rappresentante permanente presso le Nazioni Unite. Nel 2018 la coppia ha anche acquistato una casa a schiera con otto camere da letto a Manhattan dall'investitore Joseph Chetrit per 40,25 milioni di dollari.
David Koch morì nell'agosto 2019 e Julia Koch e i loro tre figli (David Jr., Mary Julia e John)) hanno ereditato il 42% di Koch Industries. Di conseguenza, Julia Koch è stata elencata da Bloomberg come la donna più ricca del mondo  ed è stata inclusa nell'elenco di Forbes delle 10 donne più ricche del mondo nel 2020.
Nel 2022, Koch ha messo sul mercato l'appartamento al 740 di Park Avenue; un portavoce ha detto che voleva venderlo perché trascorreva più tempo nelle case di Southampton e Palm Beach.
Koch è nel consiglio di amministrazione di Koch Industries. Tende a non cercare l'attenzione del pubblico.

## Filantropia
Koch è il presidente della Fondazione David H. Koch. In precedenza faceva parte del consiglio di amministrazione della School of American Ballet.
Insieme a suo marito, fecero donazioni a istituzioni come il Lincoln Center, il Metropolitan Museum of Art e lo Smithsonian Museum of Natural History.